# Gerry Conway (auteur)
Pour les articles homonymes, voir Gerry Conway.
Compléments
Le Punisher, la Mort de Gwen Stacy
Gerry Conway (né le 10 septembre 1952 à New York, États-Unis) est un scénariste américain de comics et de séries télévisées.

## Biographie
Gerry Conway écrit son premier scénario professionnel de bande dessinée à l'âge de 16 ans, publié dans House of Secrets no 81 (septembre 1969).
En 1970, grâce à Roy Thomas, il commence à travailler pour Marvel. De 1972 à 1975, il écrit les aventures de Spider-Man. À cette occasion, il participe à la création du Punisher et écrit la mort de Gwen Stacy dans The Amazing Spiderman.
En 1975, il travaille pour DC Comics, notamment sur All Star Comics, Ligue de justice d'Amérique ou Firestorm, et sur le crossover Superman vs. the Amazing Spiderman.
Gerry Conway est également l'auteur de deux romans de science-fiction.
Dans les années 1980, il commence à travailler pour le cinéma. Il écrit le scénario du long métrage d'animation Tygra, la glace et le feu (1983) avec Roy Thomas. Ensemble, ils signent le scénario du film Conan le Destructeur.
Il a travaillé sur de nombreuses séries télévisées, telles que Le Père Dowling, Matlock, Hercule, New York, police judiciaire ou New York, section criminelle, ainsi que sur la série de dessins animés Batman.

## Prix
- 1990 :  Prix Haxtur de la meilleure histoire longue pour Cinder and Ashe (avec José Luis García-López)
- 2013 : Prix Inkpot.